# Kiki Preston
Alice Preston (Hempstead, 1898 – Nova Iorque, 23 de dezembro de 1946), nascida Alice Gwynne e mais conhecida como Kiki Preston, foi uma socialite norte-americana, membro do Grupo Happy Valley e amante de Jorge, Duque de Kent, filho do rei Jorge V do Reino Unido.
Seu vício em heroína, cocaína e morfina lhe rendeu o apelido de "a garota com a seringa de prata". Preston era uma figura de altos círculos sociais em Paris e na cidade de Nova Iorque e parente das proeminentes famílias Vanderbilt e Whitney. Sua vida marcada por várias perdas trágicas e problemas mentais eventualmente a levaram ao suicídio aos 48 anos.

## Biografia

### Família e primeiros anos
Nascida em 1898 em Hempstead, no estado de Nova Iorque, Preston era filha de Edward Erskine Gwynne, Sr. e sua esposa Helen Steele. A mãe de Preston era bisneta do juiz Samuel Chase, um dos signatários da Declaração de Independência dos Estados Unidos, bem como neta de Joshua Barney, comodoro da Marinha dos Estados Unidos durante a Guerra de Independência dos Estados Unidos. Ela também era descendente de Peter Jacquette, o segundo governador holandês de Delaware. O pai de Preston era sobrinho do magnata Cornelius Vanderbilt II e sua esposa, a socialite Alice Gwynne Vanderbilt, tornando-o um parente distante da rica família Whitney.
Os pais de Preston se casaram na cidade de Nova Iorque em 25 de maio de 1896. O casamento foi infeliz e eles se separaram por algum momento antes de uma reconciliação. Além de Kiki, eles também tiveram dois filhos, um deles Edward Erskine Gwynne Jr., mais conhecido como Erskine Gwynne, que mais tarde se tornou escritor, editor da revista Boulevardier e colunista da edição europeia do New York Herald Tribune. Seu outro filho, Edward C. Gwynne, se juntou ao Corpo Aéreo do Exército dos Estados Unidos em sua juventude e foi morto quando sua aeronave foi abatida. Entre 1898 e 1904, Preston e sua família residiram em diferentes momentos em Paris, Condado de Nassau, e Park Hill em Nova Iorque.

#### Falência dos pais
Um cavaleiro sem emprego regular, o pai de Preston foi descrito como um homem que "tinha gostos extravagantes, gastava dinheiro prodigamente e estava sem emprego comercial", fato que levou sua família a problemas financeiros. Em 1899, enquanto estava em Paris, Gwynne obteve um empréstimo no valor de vários milhares de dólares de um joalheiro. Em fevereiro de 1901, Gwynne transferiu seu interesse em sua propriedade para sua mãe, Louise Gwynne.  No outono de 1901, o credor de Paris entrou com uma ação contra Gwynne, por um empréstimo não pago de quase $50.000 em diamantes. Pouco depois da morte de sua mãe, em junho de 1902, Edward Gwynne entrou com uma petição de falência, com passivos de mais de $56.000 e ativos de $57. Dois anos depois, em 10 de maio de 1904, o pai de Preston morreu de problemas renais agudos aos 35 anos, no mesmo dia em que o caso do processo seria levado ao tribunal. Preston tinha cinco anos na época.
Após a morte de Louise Gwynne, a propriedade que havia sido transferida a ela por seu filho foi mantida em um fundo fiduciário para Preston e seus irmãos. No entanto, em fevereiro de 1908, o credor de Paris reviveu seu ataque legal contra os Gwynnes, exigindo sua propriedade sobre o empréstimo não pago de $40.000. Em março, após uma longa discussão, o processo contra os Gwynnes foi indeferido. O juiz decidiu que a transferência imobiliária realizada por Edward para sua mãe não foi feita com a intenção de fraudar credores. No entanto, ele também falou duramente sobre o pai de Preston, referindo-se a ele como um homem que "pode ter tido grandes expectativas, mas parece ter sido um dreno para os recursos financeiros de sua mãe".
Após a morte de seu pai, Preston foi criada principalmente em Paris, junto com seus irmãos, embora a família ocasionalmente retornasse à sua residência em Nova Iorque por breves períodos de tempo. Preston também foi educada na Inglaterra. O credor continuou com uma série de apelações judiciais entre 1910 e 1912, embora a família Gwynne tenha conseguido sair vitoriosa da longa batalha legal.
De acordo com os escritores Lynn Kear e John Rossman, Preston teve que trabalhar como dançarina em um cabaré na juventude.

### Casamentos e Grupo Happy Valley

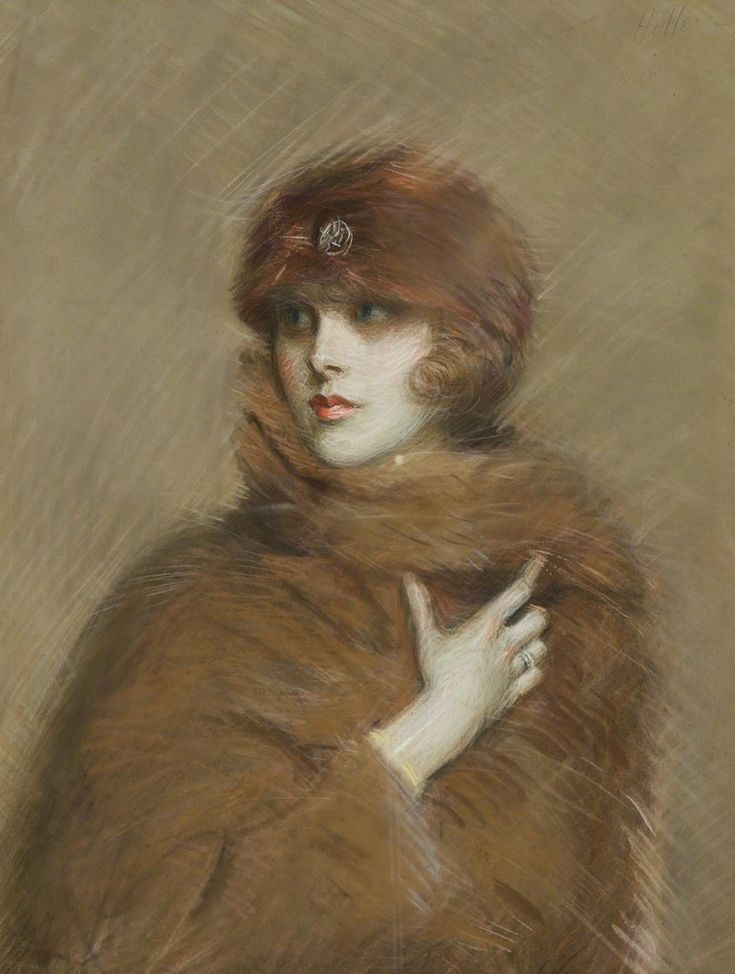
Alice Gwynne
Por Paul César Helleu

Em 1919, ela se casou com Horace R. Bigelow Allen, depois que ele completou seu serviço no Exército dos Estados Unidos.  Nos últimos anos, Allen se tornou executivo de uma empresa de plásticos. Preston e Horace tiveram uma filha, Alice Gwynne Allen, que mais tarde se casou com o oficial piloto Geoffrey Borden Russell, e um filho, Ethan Allen. Morando em Paris com seu marido, Preston conheceu e fez amizade com alguns dos futuros membros-chave do Grupo Happy Valley, como Alice de Janzé e Josslyn Hay, 22.º Conde de Erroll. O Grupo Happy Valley era uma comunidade de expatriados principalmente britânicos no Quênia, no Vale Wanjohi perto dos Montes Aberdare, que se tornou conhecido por seu estilo de vida hedonista. Em novembro de 1924, Preston pediu o divórcio nos tribunais de Paris, alegando deserção. Horace RB Allen morreu em 17 de dezembro de 1961, em Harbour Island, Bahamas.
Em abril de 1925, Preston se casou com o banqueiro de investimentos Jerome "Gerry" Preston, um ex-aluno de Harvard do Colorado, um homem mais tarde descrito pelo escritor Frédéric de Janzé em suas memórias como "uma criatura de instintos" e "indomável". Pouco depois, ela formou uma breve, mas próxima amizade com a atriz Kay Francis. Após viajar para a colônia britânica da África Oriental do Quênia, o lar do Grupo Happy Valley, Preston e seu marido foram persuadidos a se mudarem definitivamente para lá, depois que um amigo do casal lhes deu a terra que ela tinha nas margens do Lago Naivasha. Os Prestons viviam em uma casa de estilo holandês que construíram nas margens do Lago Naivasha e se associaram ao Grupo Happy Valley. Ela e o marido tiveram sucesso como caçadores de animais de grande porte e criadores de cavalos. Em sua fazenda, eles recebiam vários convidados às vezes, incluindo o ator Gary Cooper em uma ocasião. Os amigos do casal na comunidade incluíam Alice de Janzé, Lorde Erroll e sua esposa Idina (Preston era frequentemente recebido em sua mansão), o escritor Evelyn Waugh e a aviadora Beryl Markham.
Preston era uma presença escandalosa entre o Grupo Happy Valley, notada tanto por sua beleza quanto por seu estilo de vida selvagem, que incluía festas a noite toda, levantar da cama durante o jantar e abuso de drogas. Preston havia se tornado uma notória viciada em drogas naquele ponto; consumindo heroína, cocaína e morfina. Ela foi apelidada de "a garota com a seringa de prata", devido ao seu hábito de sempre carregar consigo uma seringa com a qual se injetava.  Ela costumava pegar a seringa de prata para se injetar, alheia aos espectadores. A segunda esposa do barão sueco Bror von Blixen-Finecke, Cockie, certa vez comentou sobre Preston: "Ela é muito inteligente com sua agulha".. Preston foi uma das clientes de Frank Greswolde Williams, o principal traficante de drogas da colônia do Quênia, até sua morte em 1932. Sempre que ficava sem morfina, ela enviava um avião para buscar novos suprimentos.
Preston teve muitos amantes durante esse período, incluindo o ator Rudolph Valentino e o príncipe Jorge, Duque de Kent, que ela conheceu em meados da década de 1920. Em 1928, ela o apresentou à cocaína e à morfina, entre outras drogas. Alegadamente, o príncipe Jorge participativa de um ménage à trois com Preston e um argentino chamado Jorge Ferrara.
Em uma tentativa de resgatar seu irmão viciado em cocaína da influência de Preston, Eduardo, Príncipe de Gales, tentou persuadir Jorge e Preston a romper seu relacionamento, mas não teve sucesso. Eventualmente, Eduardo forçou Jorge a parar de ver Preston e também forçou Preston a deixar a Inglaterra, enquanto ela estava visitando Jorge no verão de 1929. Mesmo anos depois, Eduardo temia que Jorge pudesse recair nas drogas se mantivesse seu contato com Preston. De fato, em 1932, o príncipe Jorge encontrou Preston inesperadamente em Cannes e teve que ser removido quase à força.

### Perdas trágicas
Nas décadas de 1930 e 1940, muitas pessoas em seu círculo social de parentes e amigos encontraram mortes prematuras. Anteriormente, em maio de 1929, seu irmão de 30 anos, Edward Erskine Jr., quase morreu de um ataque cardíaco. Preston correu de volta para Paris para ficar ao seu lado porque acreditava-se que ele estava perto da morte. Erskine finalmente sobreviveu.
Em 16 de novembro de 1933, seu primo, o socialite William K. Vanderbilt III, de 26 anos, filho de William K. II e Virginia Fair Vanderbilt, morreu em um acidente de carro; seu irmão, Erskine, também estava no carro e sofreu ferimentos leves. Em agosto de 1935, ele sofreu outro acidente, quando o carro que dirigia colidiu com um caminhão, ferindo três. Ele foi julgado, multado em US$50 e incorreu em uma sentença suspensa de 30 dias. Por conta desse acidente, Erskine mais tarde sofreu uma paralisia em 1938.
Em 28 de maio de 1934, o marido de Preston, Jerome Preston, morreu no Hotel Pierre, em Nova Iorque, aos 37 anos, tornando-a viúva aos 36 anos. Em fevereiro de 1937, seu cunhado (irmão de Jerome), o esportista Lewis Thompson Preston também morreu, aos 37 anos. Em 25 de janeiro de 1941, seu amigo, Josslyn Hay, 22.º Conde de Erroll, de 39 anos, foi assassinado no Quênia. Mais tarde naquele ano, em 30 de setembro, sua amiga e companheira norte-americana expatriada em Paris, Alice de Janzé, cometeu suicídio com uma arma de fogo.  Em 25 de agosto de 1942, seu ex-amante, o príncipe Jorge, morreu em um acidente aéreo, aos 39 anos.
Em 6 de junho de 1944, seu filho Ethan Allen foi morto durante os desembarques da Normandia. Allen estava servindo na Força Aérea Real Canadense.

### Morte
Depois de sofrer de problemas de saúde mental por vários anos, Preston cometeu suicídio na noite de 23 de dezembro de 1946, pulando de uma janela de seu apartamento no quinto andar do Stanhope Hotel, em Nova Iorque, e caindo em um pátio do hotel. De acordo com sua companheira, Lillian Turner, Preston estava com problemas de saúde, deprimida e nervosa. Turner tinha acabado de dar a Preston um copo de leite e então foi para a sala de estar do apartamento do quinto andar para ler. Quando não ouviu nenhum som vindo do quarto de Preston, ela entrou, encontrando uma janela aberta e Preston desaparecido. O corpo de Preston vestido de pijama foi descoberto em um beco atrás do hotel. A mãe de Preston, Helen Steele, estava morando no mesmo hotel na época.

## Suposto filho ilegítimo
Foi alegado que o executivo editorial americano Michael Temple Canfield (1926–1969) era filho ilegítimo de Preston com o príncipe Jorge. De acordo com várias fontes, tanto Eduardo VIII (mais tarde duque de Windsor) quanto Loelia, duquesa de Westminster, compartilhavam dessa crença.
Canfield nasceu em 1926 e era filho adotivo de Cass Canfield, editor americano da Harper and Row. Michael Canfield frequentou a Groton School, antes de servir no Corpo de Fuzileiros Navais dos Estados Unidos durante a Segunda Guerra Mundial e foi ferido em Iwo Jima. Ele se formou na Universidade de Harvard em 1951 e trabalhou como representante de Londres da Harper and Row. Ele se casou duas vezes, primeiro com Caroline Lee Bouvier, irmã mais nova de Jacqueline Kennedy, em 1953 (divorciada em 1958) e depois com (Frances) Laura Ward, Condessa de Dudley em 1960. Canfield morreu em 20 de dezembro de 1969, de um ataque cardíaco, durante um voo de Nova Iorque para Londres, aos 43 anos.

## Representações na cultura
Preston é referenciada no best-seller de James Fox, White Mischief ( 1982). Junto com outras personalidades do Grupo Happy Valley, ela aparece como uma personagem fictícia no conto de Paul Di Filippo, "A Happy Valley at the End of the World", incluído na coleção de contos do autor Lost Pages (1998). Ela também aparece como personagem na peça African Nights de Clint Jefferies. A peça se passa na comunidade do Grupo Happy Valley no Quênia no ano de 1928 e retrata, entre outras coisas, o romance entre Preston e o príncipe Jorge. De maio a junho de 2004, a peça foi encenado no Wings Theatre em Nova Iorque. Preston foi interpretada pela atriz Karen Stanion.